# 必殺仕事人2007
『必殺仕事人2007』（ひっさつしごとにん にせんなな）は、2007年7月7日の土曜日21:00 - 23:06に、ABCとテレビ朝日が共同製作・テレビ朝日系で放送された時代劇。主演は東山紀之。
必殺シリーズのスペシャルドラマである。

## 概要
必殺シリーズ初のハイビジョン制作である他、必殺シリーズでは初めてテレビ朝日が製作に参加し、本作以降はABCとテレビ朝日の共同製作となる。
山内久司や櫻井洋三というシリーズの土台を築いたプロデューサーが初めて外れ、脚本には「必殺」初登板の寺田敏雄が起用された。
『必殺仕事人』シリーズで主人公を中村主水から交替した初の作品。シリーズ後期の持ち味であった時事ネタも本作では若干控えめとなっている。視聴率は関東地区で20.9%、関西地区で24.0%。
この結果を踏まえ、2009年1月9日から『必殺仕事人2009』のタイトルで、下記のキャストによる朝日放送・テレビ朝日金曜9時枠の連続ドラマ枠での連続ドラマ化が決定した。テレビ朝日で時代劇を1クールで放送するのは2007年7月放送の『素浪人 月影兵庫』以来、1年3か月ぶり。
また、本作の主役である東山紀之が演じる渡辺小五郎を筆頭とした仕事人たちが活躍する作品群が、『2009』以降もテレビスペシャル版として約1年に1回のペースで製作・放送され続けている（詳細は各項目を参照）。

## キャスト
この『2007』においても、旧「仕事人」シリーズを含め、「必殺シリーズ」の象徴的な存在である中村主水が登場。番組の“顔”としての立場を担うが、これまでの中心的な立場から一歩引き、新メンバー達を束ねる元締め的立場（専任ではなく、仕事人としても現役である）で登場する。新たな主人公として渡辺小五郎が登場し、南町同心という表の顔と家庭での「ムコ殿」の立場を継承、これまでの中村主水的な役割を担っている。
一連のレギュラーシリーズと異なり、今回の仕事人チームは既に活動実績を積んだ描写がされているが、どのような経緯で結成されたかは不明。

### 仕事人
渡辺小五郎（わたなべ しょうごろう）
演 - 東山紀之（少年隊）
南町奉行所の定町廻り同心。渡辺家の婿養子で剣技に秀でているが、その技量を奉行所では隠して昼行灯として振る舞っているなど、かつての主水を思わせる。主水と違い、渡辺家では厚遇されているようで、豪華な朝食を振舞われ、弁当を持たされているが、当人はイワシの目刺しのような質素な食事が好みであり、いささか辟易している。渡辺家の家紋は六角光琳鶴。
仕事の相手の前には堂々と現れて勝負を挑んでおり、本人曰く、床下や天井裏のような場所は好きでは無い。
経師屋の涼次（きょうじやのりょうじ）
演 - 松岡昌宏（TOKIO）
伊賀の抜け忍。掛け軸や襖絵の補修を行う経師屋・絵師を表稼業とする。大の食い道楽であるが、独り身であり、また外食も好みでないらしく、専ら自炊である。食事の時間を邪魔されることを最も嫌う。
仕事は筆に仕込んだ謎の液体を使う。その実体は強烈な劇薬で、ごく僅かな量を相手に接触させるだけでたちまち死に至らせる強烈な効力である。
からくり屋の源太
演 - 大倉忠義（関ジャニ∞）
からくり仕掛けの職人だが、縁日での光景以外、作中では特にその描写は見られない。
殺し技は、竹筒に仕込んだからくり細工の蛇を相手の喉元目掛けて飛ばし、喉仏に突き刺して潰す。
惚れた相手である薫の死をきっかけに仕事人となる。『必殺仕事人2009』では作太郎を養子とし、小料理屋を継いでいる。
花御殿のお菊
演 - 和久井映見
仕事人グループの元締。情報収集と仕事の請け負いなどの実務面を担当する。表向きは、常磐津の師匠を生業としている。
玉櫛
演 - 水川あさみ
伊賀忍者。表向きは、流しの白拍子を生業としている。
涼次を粛清する命を受け、江戸へ来たが、以前から、彼に想いを寄せていたらしい描写がある。
最終的に自らも抜け忍となり、流しの仕事人の道を歩むことを決意する。懐剣を得物とする。
中村主水
演 - 藤田まこと
南町奉行所の定町廻り同心をお役御免となり、書庫番に配置換えとなっている。
仕事人としても半ば引退したような状態で、お菊が仕事について声を掛けなかったのが、いささか不満な様子。
映画『必殺! 主水死す』終盤で殉職を匂わせて以来の登場となるが、どのような経緯で再登場したのかは言及されていない。

### その他
渡辺こう
演 - 野際陽子
小五郎の姑。いささか説教臭く、婿に対し過保護的な姑であり、小五郎を辟易させている。
渡辺ふく
演 - 中越典子
小五郎の妻。夫に尽くす良妻で、夫に豪華な朝食や弁当をふるまい、気遣いが見られる。
中村せん
演 - 菅井きん
主水の姑。あいかわらず、婿養子の主水をいびる。近所の奥様方を集めて、自宅で料理教室を開いている。ご近所に対しては猫を被っている様子で、婿を大切に扱っているように吹聴している。
中村りつ
演 - 白木万理
主水の妻。あいかわらず、婿養子である夫の主水をいびる。せんと一緒に料理教室を開く。
薫
演 - 原沙知絵
小料理屋「その」の女将で、息子の作太郎とふたり暮らし。夫の敵討ちを目論むが、返り討ちに遭い死亡。後に小料理屋は息子と源太に託す事になった。
作太郎
演 - 前田航基
薫の一人息子。母が殺されて孤児となり、その恨みを小五郎達に晴らしてもらう事になる。後の『必殺仕事人2009』で源太の養子として、母が遺した小料理屋は源太とともに切り盛りする事となる。
大河原伝七
演 - 福士誠治
南町奉行所の定町廻り同心で、小五郎の同僚。
小五郎には面倒事を押し付けられているが、恨みに思わず、小五郎のために率先して世話を焼くこともある。どうやら小五郎がくれる豪華な弁当に釣られている模様。
坂本勘助
演 - 宇梶剛士
南町奉行所の筆頭同心で、小五郎と主水の上司。
鳥山景意
演 - 伊武雅刀
南町奉行所の吟味役 筆頭与力で、小五郎と主水の上司。

### ゲスト
- 上総屋娘・佐知 - 星野真里
- 加賀谷玄衛門 - 佐野史郎
- 加賀谷彦左衛門 - 石橋蓮司
- 加賀谷番頭・増吉 - 団時朗
- 安徳組頭・喜助 - 長江英和
- 播磨屋藤左衛門 - 河原さぶ
- 浅倉忠次郎（勘定組頭） - 浜田晃
- 上総屋娘・お春 - 中野若葉
- 上総屋女房・お松 - 松岡由美
- 留 - 池田勝志
- 園部清十郎 - 内倉憲二

## 殺し技
渡辺小五郎
剣の達人であり、大刀で、悪人を斬り倒す。
経師屋の涼次
特殊細工の絵筆に仕込んだ毒を天井から悪人の口に落とす、或いは至近距離から飛ばして含ませ、直後に悪人の顔面に昇り龍の絵が描かれた紙を乗せて焼死させる。
毒は口に含ませる以外に、絵筆で相手の額に文字を書いて塗布するパターンも披露する。
からくり屋の源太
からくり仕掛けの人形で悪人の気をそらした後、竹筒に仕込んだからくり細工の蛇を相手の喉元目掛けて飛ばし、喉仏に突き刺して潰す。
『必殺仕事人2009』ではシリーズ序盤、からくり細工の蛇を首に絡ませ、窒息させる技が用いられた。
中村主水
悪人を油断させながら、一瞬の隙を付いて、脇差を相手の急所に刺す。

## スタッフ
- 企画 - 北畠宏泰（ABC）、早河洋（テレビ朝日）
- 脚本 - 寺田敏雄
- 音楽 - 平尾昌晃
- 監督 - 石原興
- エンディング テーマ - 「東海道五十三次殺し旅」
- ナレーター - 春風亭小朝
- 番組宣伝 - 中原秀一郎・渡邊亜希子（ABC）、川北桃子（テレビ朝日）
- ホームページ - 黒川幸子（ABC）、山中さやか（テレビ朝日）、rhythm factory
- 美術監修 - 西岡善信（映像京都）
- 撮影 - 安田雅彦
- 照明 - 林利夫
- 美術 - 原田哲男
- 録音 - 中路豊隆
- 殺陣 - 宇仁貫三
- アクション - オフィス・ビッグ
- VFX・CG - IMAGICAウエスト
- プロデューサー - 森山浩一（ABC）、内山聖子（テレビ朝日）、武田功・中嶋等（松竹）
- プロデューサー補 - 柴田聡（ABC）、山川秀樹（テレビ朝日）、渡邊竜（松竹）
- 制作協力 - 松竹京都映画株式会社（現・株式会社松竹京都撮影所）
- 制作 - ABC、テレビ朝日、松竹株式会社

## 事前番組
この『2007』が放送されることに先駆けて、撮影の状況や出演者らのインタビューを交えたミニ番組などが放送されている。（下記日時は、ABC基準で表記）
- 2007年6月25日から6月28日（実質の日付は、6月26日から6月29日） 1:26 - 1:29
- 同年7月2日から7月4日（実質の日付は、7月3日から7月5日） 1:56 - 1:59
- 同年7月5日（実質の日付は7月6日） 2:11 - 2:14
- 同年7月7日 10:25 - 10:50

※この枠のみ、データ放送連動番組として放送された。
- 同年7月7日 20:58 - 21:00

※「見どころ」が放送された。

## 遅れネット局
- 山陰放送（TBS系列）：2007年8月14日火曜日 14:00 - 16:05（BSSアフタヌーンスペシャルで放送済）
- 宮崎放送（TBS系列）：2007年10月13日土曜日 13:55 - 16:00
- テレビ山梨（TBS系列）：2007年12月30日日曜日 13:00 - 15:06
- テレビ高知（TBS系列）：2008年1月1日火曜日 14:35 - 16:45